# Fuji T-1
Fuji T-1 — японский дозвуковой учебно-тренировочный самолёт, разработанный компанией «Fuji» для Воздушных сил самообороны Японии. Был первым японским реактивным тренировочным самолётом. За всё время производства было изготовлено 66 экземпляров.

## Модификации
- T1F1 — прототип.
- T-1A — модификация с двигателем Bristol Siddeley Orpheus Mk 805. Построено 46 экземпляров.
- T-1B — модификация с двигателем Ishikawajima-Harima J3-IHI-3. Построено 20 экземпляров.
- T-1C — модификация с двигателем Ishikawajima-Harima J3-IHI-7

## Операторы
- Япония - снят с вооружения

## Тактико-технические характеристики
Источник данных: Jane's All The World's Aircraft 1965-66

Технические характеристики
- Экипаж: 2 человека
- Длина: 12,12 м
- Размах крыла: 10,5 м
- Высота: 4,08 м
- Площадь крыла: 22,22 м²
- Масса пустого: 2420 кг
- Масса снаряжённого: 4150
- Нормальная взлётная масса: 4150 кг
- Максимальная взлётная масса: 5000 кг
- Масса топлива во внутренних баках: 1400 л
- Силовая установка:  ×
- Тяга:  × 17,79 кН

Лётные характеристики
- Практическая дальность: 1300 км
- Практический потолок: 14 400 м
- Скороподъёмность: 33 м/с

Вооружение
- Стрелково-пушечное: 1 встроенный 12,7 мм пулемёт Browning М53-2
- Точки подвески: 2
- Управляемые ракеты: 2 × AIM-9 Sidewinder
- Неуправляемые ракеты: 2 блока 2х127-мм НУР или 2 блока 7х70 мм НУР
- Бомбы: 2 × 340 кг

## Изображения
T-1 :
|  |  |  |
|  |  |  |